# 西山道隆
西山 道隆（にしやま みちたか、1980年〈昭和55年〉1月9日 - ）は、愛媛県松山市出身の元プロ野球選手（投手、右投右打）。

## 経歴
松山商業高では、控え投手として1996年の夏の甲子園優勝を経験。その後城西大学では1年下の渡辺直人、竹原直隆が主力で4年秋にチームは明治神宮大会準優勝を果たすが自身は在学中公式戦登板にはあまり恵まれなかった。昭和コンクリート工業に入社。しかし、入社半年で同社野球部が活動休止になり、退社。カナダの独立リーグ・ノーザンリーグのウィニペグ・ゴールドアイズでプレーした。
2005年に設立されたばかりの四国アイランドリーグに挑戦し、愛媛マンダリンパイレーツに入団。高山郁夫コーチと八木沢荘六巡回コーチの指導を受け、MAX151キロのストレートを武器に7月から8月にかけて5連続完封勝利を果たすなど、10勝（リーグ4位）を挙げ、防御率1.47（リーグ2位）をマーク。さらに168奪三振を挙げ、最多奪三振のタイトルを獲得し、ベストナインを受賞した。同年12月に初めて行われたプロ野球育成ドラフトで福岡ソフトバンクホークスから2位指名を受け、四国アイランドリーグから初めてのプロ野球選手が誕生した。
2006年5月23日、西山と同じ育成ドラフトで1位指名されソフトバンクに入団した小斉祐輔と共に支配下選手契約を交わし、12球団の育成選手の中では第1号の支配下選手となる。そのわずか3日後の5月26日に育成選手出身者としては初の一軍出場選手登録をされ、2日後の5月28日の対中日戦で1軍初登板を果たす。1イニングに3失点（自責点1）という内容だった。5月30日の横浜戦では、1死一・三塁から三ゴロ適時野選で出塁した新垣渚が右太ももを痛めたため急遽代走で出場。投手が代走出場するのは2003年の真田裕貴以来のことであった。その後柴原洋の適時打で生還し、プロ初得点を挙げた。6月1日の対横浜戦にプロ初先発をしたが、3回途中3失点で降板。このシーズンはその後1軍登板の機会はなかった。
2007年は3試合に先発して0勝2敗、2008年は2試合に登板したが、勝敗やセーブ、ホールドはつかなかった。2009年は1軍での登板機会はなかった。
2009年10月31日、戦力外通告を受ける。11月4日に球団からオリックス・バファローズを戦力外になった高波文一と共に福岡ソフトバンクホークスのファームスタッフに就任すると発表した。

### 現役引退後
2011年から2013年までの3年間は福岡ソフトバンクホークスの打撃投手を務めた。2017年から、同球団のマネージャーを務め、2020年からは打撃投手兼サブマネージャー兼監督付けとなる。

## 詳細情報

### 年度別投手成績
| 年 度     | 球 団        | 登 板 | 先 発 | 完 投 | 完 封 | 無 四 球 | 勝 利 | 敗 戦 | セ 丨 ブ | ホ 丨 ル ド | 勝 率 | 打 者 | 投 球 回 | 被 安 打 | 被 本 塁 打 | 与 四 球 | 敬 遠 | 与 死 球 | 奪 三 振 | 暴 投 | ボ 丨 ク | 失 点 | 自 責 点 | 防 御 率 | W H I P |
| --------- | ------------ | ----- | ----- | ----- | ----- | -------- | ----- | ----- | -------- | ----------- | ----- | ----- | -------- | -------- | ----------- | -------- | ----- | -------- | -------- | ----- | -------- | ----- | -------- | -------- | ------- |
| 2006      | ソフトバンク | 2     | 1     | 0     | 0     | 0        | 0     | 0     | 0        | 0           | ----  | 21    | 3.1      | 8        | 1           | 1        | 0     | 1        | 2        | 0     | 0        | 6     | 4        | 10.80    | 2.70    |
| 2007      | ソフトバンク | 3     | 3     | 0     | 0     | 0        | 0     | 2     | 0        | 0           | .000  | 71    | 15.0     | 13       | 3           | 13       | 1     | 1        | 8        | 1     | 0        | 8     | 7        | 4.20     | 1.73    |
| 2008      | ソフトバンク | 2     | 0     | 0     | 0     | 0        | 0     | 0     | 0        | 0           | ----  | 18    | 3.0      | 8        | 1           | 1        | 0     | 0        | 2        | 0     | 0        | 7     | 7        | 21.00    | 3.00    |
| 通算：3年 | 通算：3年    | 7     | 4     | 0     | 0     | 0        | 0     | 2     | 0        | 0           | .000  | 110   | 21.1     | 29       | 5           | 15       | 1     | 2        | 12       | 1     | 0        | 21    | 18       | 7.59     | 2.06    |

### 記録
NPB
- 初登板：2006年5月28日、対中日ドラゴンズ3回戦（福岡Yahoo! JAPANドーム）、8回表に4番手で救援登板、1回3失点
- 初先発登板：2006年6月1日、対横浜ベイスターズ6回戦（横浜スタジアム）、2回1/3を3失点
- 初奪三振：同上、1回裏に石井琢朗から空振り三振

### 独立リーグでの投手成績
四国IL
| 年度      | 球団      | 登 板 | 完 封 | 勝 利 | 敗 戦 | セ 丨 ブ | 勝 率 | 投 球 回 | 与 四 球 | 与 死 球 | 奪 三 振 | 自 責 点 | 防 御 率 |
| --------- | --------- | ----- | ----- | ----- | ----- | -------- | ----- | -------- | -------- | -------- | -------- | -------- | -------- |
| 2005      | 愛媛      | 36    | 6     | 10    | 8     | 3        | .556  | 177      | 46       | 18       | 168      | 29       | 1.47     |
| 通算：1年 | 通算：1年 | 36    | 6     | 10    | 8     | 3        | .556  | 177      | 46       | 18       | 168      | 29       | 1.47     |

- 各年度の太字はリーグ最高

### 独立リーグでのタイトル・表彰
四国ILタイトル
- 最多奪三振：1回 （2005年）

四国IL表彰
- ベストナイン：1回 （投手部門：2005年）

### 背番号
- 18 （2005年）
- 122 （2006年 - 2006年5月23日）
- 94 （2006年5月24日 - 2007年）
- 64 （2008年 - 2009年）
- 104 （2011年 - 2013年）
- 113 （2020年 - 2022年）